# 東京マルチ・AI専門学校

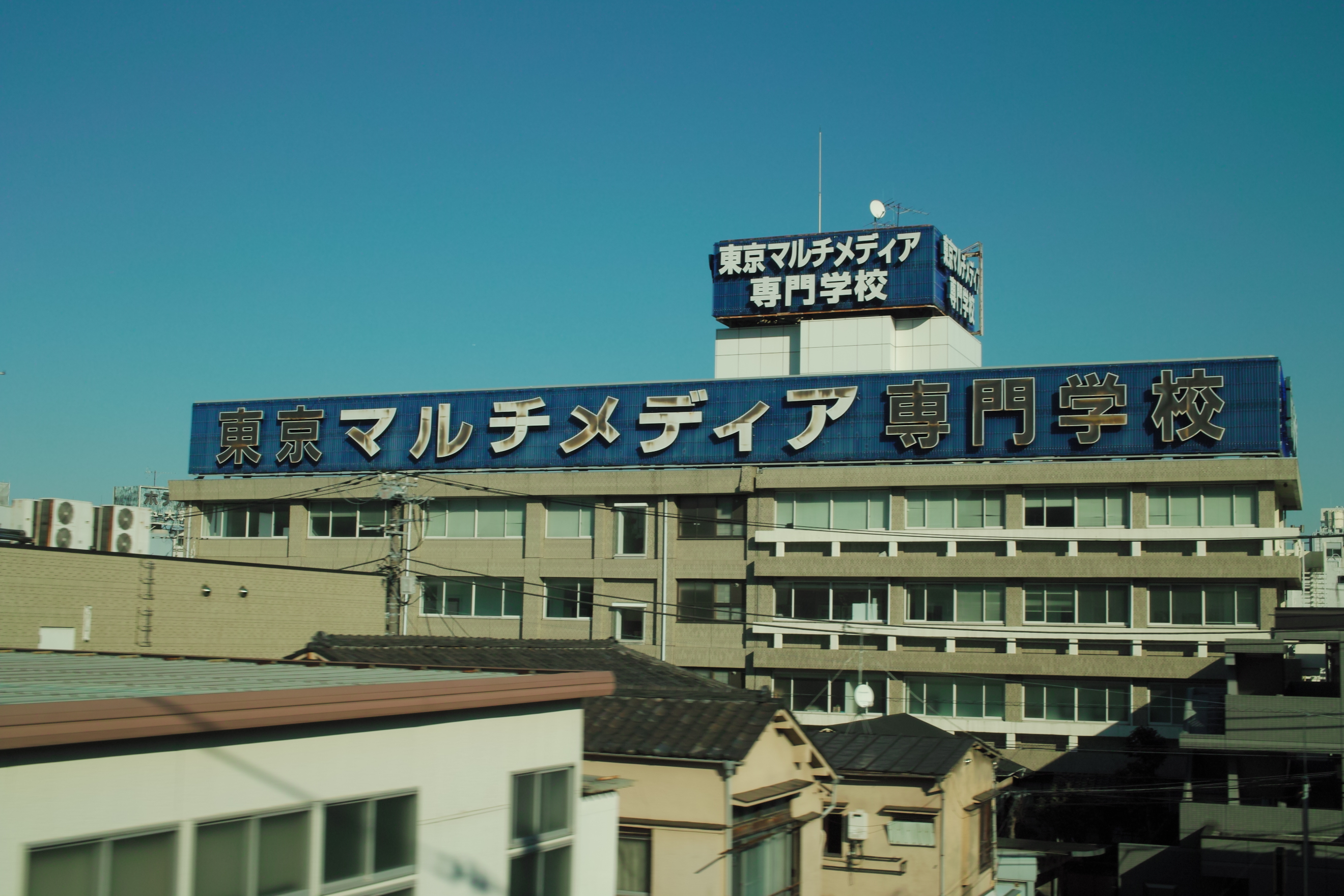
2013年撮影の校舎

東京マルチ・AI専門学校（とうきょうマルチ・エーアイせんもんがっこう）は、東京都新宿区にある専門学校。JR新大久保駅と大久保駅の間に位置している。略称はTMC（Tokyo Multi・AI College）。デザイン、ゲーム、アプリ開発、Web制作、情報処理などの学科を設置する東京都認可の専門学校。学園の教育理念である「個性の伸展」のもと、これまでに多くの卒業生を送り出している。
(※旧 東京マルチメディア専門学校)

## 概観
全国でも学費の負担が少ない専門学校のひとつである。
マンガ・イラスト・デザイン、ゲーム、アプリケーション、Web制作、情報処理の学科を設置し少人数制の授業を実施しており、既卒や地方から進学する学生も多く在籍する。
また、キャンパスが山手線、新大久保駅近くのため留学生も在籍しているが、日本人学生とはクラスを分けており、それぞれが勉強しやすい環境となっている。

## 沿革
- 1989年 - 東京簿記専門学校として開校
- 1991年 - 東京簿記情報ビジネス専門学校に校名変更
- 1997年 - 東京マルチメディア専門学校に校名変更
- 2022年 - 東京マルチ・AI専門学校に校名変更

## 設置学科
- AIシステム科
- モバイル・アプリケーション科
- 情報処理科
- Webエンジニア科（留学生クラス）
- 情報ビジネス科（留学生クラス）

## 取得資格
基本情報技術者試験、ITパスポート、情報セキュリティマネジメント試験、情報処理活用能力検定、MCPCモバイル技術基礎検定、など

## 施設
あすかデジタル工房、Mac実習室、サウンドホール、Webアプリ実習室、プログラミング実習室、各種PC実習室、ビジュアルデザイン科実習室、デッサン室、休憩ラウンジ、他

## 所在地
- 〒169-0073東京都新宿区百人町1-13-16

## 交通
- JR山手線　新大久保駅から3分
- JR中央・総武線　大久保駅南口から1分
- 西武新宿駅北口より5分